# Sofia Carolina von Camas
Sofia Carolina von Camas, nata von Brandt (Berlino, 18 giugno 1686 – Castello di Schönhausen, 2 luglio 1766), è stata una nobildonna prussiana.
Fu una confidente del re di Prussia Federico II e Oberhofmeisterin della regina Elisabetta Cristina di Brunswick-Wolfenbüttel-Bevern.

## Biografia
Figlia del tenente generale prussiano Wilhelm von Brandt (1644-1701) e di sua moglie Luisa, Sofia Carolina sposò il colonnello prussiano e Inhaber del reggimento di fanteria n. 37 Paul Heinrich Tilio de Camas (1688-1741). Dopo la morte di quest'ultimo, avvenuta nel 1741, re Federico II di Prussia elevò la vedova al rango di contessa il 12 agosto 1742 e la nominò Oberhofmeisterin della regina Elisabetta Cristina.
Federico II nutriva una profonda stima per la contessa Camas, con la quale aveva instaurato un legame sin da quando era principe ereditario. Egli la chiamava affettuosamente Mama come segno di intimo affetto, riconoscendo e apprezzando la sua acuta intelligenza. Con lei condivideva liberamente pensieri personali e questioni politiche riservate fino al termine della sua vita, cercando spesso il suo consiglio. La contessa Camas rappresentava per il re una delle poche donne di cui apprezzava la compagnia nella sua ristratta cerchia. È rimasta conservata una densa corrispondenza tra i due.
Dopo la sua morte, la regina, sua amica, le rivolse un elogio funebre nella Lettre dédicatoire a suo fratello Ferdinando, all'inizio dell'opera di Martin Crugot Il Cristiano nella solitudine.